# HotelsCombined
HotelsCombined，是2005年成立於澳洲雪梨的先進訂房比價元搜尋引擎，搜索與比較超過百家頂級旅遊網站，匯集全球100多萬間飯店、度假村、青年旅館、民宿，能夠提供42種語言服務。2018年7月，被美商 Booking Holdings 集團收購為旗下子公司。

## 歷史沿革
2005年Yury Shar、Brendon McQueen和Michael Doubinski共同建立了飯店比價網站，讓使用者可以在一個平台上搜尋熱門旅遊網站所提供的訂房價格。這三位創辦人之前都曾經在現在是Orbitz Worldwide旗下的HotelClub任職過。
創業初期，創辦人在沒有任何財務挹注的情況下在家中工作，經過九個月的開發之後推出網站。時至今日，可在220個國家使用此網站服務並且支援超過43種語言。
2018年7月9日，美商 Booking Holdings 集團宣布收購 HotelsCombined 為旗下子公司。

## 技術
提供飯店價格的整合式元搜尋引擎，藉由與數百個線上旅行社和連鎖飯店的合作方式，讓使用者可以進行一次搜尋就能找出並比較飯店價格。此外，還彙整了合作網站所提供旅客評論和飯店等級。

## 夥伴計畫
在亞洲的合作夥伴包括韓國最大搜尋引擎Naver、華文部落格平台痞客邦Pixnet、旅遊比價引擎Funtime、華文旅遊討論區背包客棧、MeetHK.com旅遊情報網等。

## 獲獎事蹟
2010年獲得TRAVELtech的「最佳年度網站」獎項，並進入了2010年Telstra企業獎的決選。同年獲得Deloitte亞太區高科技、高成長500強企業的第九名，2013至2016年，連續四年榮獲世界旅遊大獎（World Travel Awards）『全球領先飯店比價網站(World’s Leading Hotel Comparison Website)』獎項。

## 媒體報導
飯店價格趨勢報告，彙整了熱門旅遊網站和連鎖飯店的所提供的飯店價格在世界各地都有媒體報導，包括洛杉磯時報(L.A. Times)[15]、海灣日報(Gulf Daily News)[16]和 澳洲人報(The Australian)[17]。此外，在2017年3月《數位時代》報導了HotelsCombined的品牌故事。

## 外部連結
HotelsCombined